# Kastelorizo
Kastelorizo (řecky Καστελλόριζο nebo Μεγίστη) je ostrov ve Středozemním moři, ležící u jižního pobřeží Malé Asie, zvaného Turecká Riviéra. Je nejvýchodnějším obydleným ostrovem Řecka, od přístavního města Kaş v provincii Antalya v Turecku je vzdálen 2 km. Ostrov Kastelorizo má rozlohu 9,113 km² a obec zahrnující neobydlené ostrovy Ro a Stroggili a dalších 6 ostrůvků 11,987 km². Je nejmenším ostrovem skupiny Dodekanés, který tvoří samostatnou obec. Obec je součástí regionální jednotky Rhodos v kraji Jižní Egeis.

## Obyvatelstvo
V roce 2011 žilo v obci 492 obyvatel, přičemž všichni obývali hlavní město Megisti. Celý ostrov tvoří jednu obec, která se nečlení na obecní jednotky ani komunity a obsahuje právě jedno sídlo. V závorkách je uveden počet obyvatel jednotlivých sídel.
- obec, obecní jednotka a komunita Megisti (492)
  - sídlo na hlavním ostrově — Megisti (492) - neobydlené ostrůvky — Agios Georgios (0), Mavro Pini Megalo (0), Mavro Pini Mikro (0), Polifados Ena (0), Ro (0), Stroggili (0), Psomi (0), Psoradia (0).

Osídlení je soustředěno okolo zátoky s přístavem na severním konci ostrova, kde se nachází bývalý guvernérský palác, johanitská pevnost, klášter Profitis Elías a bývalá mešita přeměněná na muzeum.

## Název
Pojmenování ostrova pochází z italského výrazu Castello rosso (červený hrad) podle místní pevnosti johanitských rytířů z Rhodu. Stejného původu je také turecký název Kızılhisar. Na řeckých mapách se objevuje také starověký název Megisti (řecky největší), protože ostrov je největším a jediným obydleným ze skupiny ostrůvků ležících u pobřeží starověké Lýkie. Nedaleký ostrov Stroggili s majákem je nejvýchodněji ležícím územím současného Řecka.

## Historie
Ve 12. století př. n. l. ostrov osídlili Dórové. V období helénismu byl součástí rhodského městského státu, později patřil Byzantské říši. Ve 14. století ho ovládali johanité, v letech 1461 až 1512 patřil Neapolskému království, pak ho dobyla osmanská říše, v roce 1659 ho nakrátko získala Benátská republika. Většinu obyvatel tvořili Řekové, kteří se za osvobozenecké války ve dvacátých letech 19. století vzbouřili proti turecké nadvládě, ale povstání bylo potlačeno. O ostrov se bojovalo za první světové války, v roce 1919 ho Italové připojili ke své državě zvané Italské egejské ostrovy. Další boje o ostrov proběhly za druhé světové války, kdy byl bombardován a střídavě obsazován britskými a italskými jednotkami, část obyvatel byla evakuována do Gazy. Na základě mírové smlouvy z roku 1947 se Kastelorizo stalo součástí Řecka.
Podle zprávy z roku 1910 žilo na ostrově asi devět tisíc obyvatel a byl významným obchodním centrem. Následné politické zmatky a po druhé světové válce také nevýhodná poloha na periférii Řecka vedly k ekonomickému úpadku a odchodu většiny lidí za obživou. Velká komunita přistěhovalců z Kasteloriza, zvaná Kazzies, žije v Austrálii, zejména v Perthu, který je také partnerským městem Kasteloriza.

## Přírodní poměry
Ostrov je tvořen vápencem, povrch je členitý s množství jeskyní, turistickou atrakcí je jeskyně Phokialí vyplněná mořskou vodou a přístupná lodí. Ostrov má horké a suché podnebí, vyhnula se mu masová turistika, takže návštěvníky přitahuje klidným prostředím a autentickými lidovými tradicemi. Na vrcholu nejvyšší hory ostrova Vigly se nacházejí zbytky antické akropole. Z ostrova jezdí pravidelné trajekty na Rhodos a do Kaşe.

## Zajímavosti
Na Kastelorizu se natáčel italský film Středozemí, oceněný roku 1991 Oscarem. David Gilmour byl pobytem na ostrově inspirován k natočení alba On an Island, kde se úvodní instrumentální skladba jmenuje „Castellorizon“.
V březnu 2021 se místním úřadům podařilo očkovat všechny své obyvatele. Stal se tak prvním ostrovem v Evropě "bez Covidu".